# Distretto di Kabodijon
Qubodiyon (in tagico Қубодиён / قبادیان) è un distretto della provincia di Chatlon in Tagikistan. Il suo nome originale è Nohijai Qubodiyon (Ноҳияи Қубодиён). Capoluogo del distretto è la città di Qubodiyon.

## Suddivisioni amministrative
Il distretto si estende per 1800 km² ed è diviso in 7 çamoati:
| Çamoat              | Populazione (2015) |
| ------------------- | ------------------ |
| Qubodiyon (città)   | 12,200 (2020)      |
| Nosir Khusrav       | 35,248             |
| Navobod             | 11,200             |
| Utaqara Nazarov     | 22 107             |
| Niyozov             | 18,682             |
| 20-Solagii Istiqlol | 20 889             |
| Takhti Sangin       | 36,769             |
| Zarkamar            | 11,787             |